# Confederación Paraguaya de Básquetbol
La Confederación Paraguaya de Básquetbol (CPB) es el organismo que rige las competiciones de clubes y la Selección nacional de Paraguay. Pertenece a la asociación continental FIBA Américas.

## Historia
El básquetbol comenzó a difundirse en Paraguay a partir de la creación de la Asociación Paraguaya de Voleibol, el 29 de enero de 1928, en el local del Club Deportivo de Puerto Sajonia. Participaron de aquella gesta: Atilio Gaudino del Mbiguá, Pedro Marín y Alejandro Benítez, del Centro Juan Bosco, Robert B. Lemmon y Rex D. Hooper del Colegio Internacional, Augusto B. Urbieta Fleitas de la Asociación de los Exploradores Paraguayos, Juan P. Serra del Centro Vista Alegre y Francisco Andreu Baldó del Deportivo Sajonia, quien fue el que convocó a la Asamblea.
Fue así que la novel entidad promocionó y alentó la práctica del básquetbol con la firme convicción de que era otro deporte que sirve para la unidad, concordia, comprensión y buenaventura entre los seres humanos.
El 17 de septiembre de 1944, la Asociación Deportiva del Paraguay, bajo la presidencia del señor César L. Conigliaro, realiza una Asamblea Extraordinaria en el local del Centro Social Guaraní. En la oportunidad se cambió el nombre de Asociación por el de Federación Paraguaya de Básquetbol con el objeto primordial de organizar, fomentar y dirigir este deporte en el Paraguay. Por entonces el Voleibol ya se había separado de la Asociación Deportiva del Paraguay y fundado su propia Federación el 31 de enero de 1943.
El 11 de diciembre de 1974 surge la Confederación Paraguaya de Básquetbol.

## Campeonato Sudamericano
El seleccionado paraguayo de básquetbol masculino participó por primera vez en el Campeonato Sudamericano de Básquetbol en Montevideo, Uruguay, en enero de 1940. En ese entonces la delegación estaba presidida por los señores Sydney Bugstaller y Sabino Morra; el director Técnico era Antonio Sienrra, y el plantel de árbitros formaban Roberto Viola, Leandro Cacavelos y Tomás Bartrina.

## Organización de campeonatos internacionales
En 1949, la Federación Paraguaya de Básquetbol, organizó en Asunción, el Campeonato Sudamericano Masculino de Mayores, inaugurando a su vez el Estadio Comuneros (hoy desaparecido), actualmente Plaza de los Comuneros, ubicado al costado del actual Palacio Legislativo. 
El 14 de abril de 1952, la misma Federación, bajo la presidencia del Sr. Alfonso Borgognon, dio inicio por primera vez un Campeonato Sudamericano de Básquetbol en el país, en el citado y mítico Estadio Comuneros. Participaron los seleccionados de Argentina, Brasil, Bolivia, Chile, Perú y Paraguay. Posteriormente Paraguay fue sede de este campeonato en dos ocasiones más, 1968 y 1987.